# Огарьова, 6
«Огарьова, 6» (рос. «Огарёва, 6») — радянський гостросюжетний детективний художній фільм, знятий у 1980 році за однойменною повістю Юліана Семенова режисером  Борисом Григор'євим. Продовження відомого детектива «Петровка, 38».

## Сюжет
У Ленінграді скоєно вбивство з метою пограбування кавказця, який приїхав у велике місто, щоб придбати автомобіль. Причина смерті — передозування сильнодійного снодійного.
У Москві відбувається аналогічний випадок, але потерпілий залишається живий і тікає з лікарні, залишивши підроблений паспорт, на прізвище Урушадзе з фотографією начальника відділу технічного контролю Пригорської ювелірно-гранувальної фабрики Налбандова.
У сухумському готелі хтось намагається зґвалтувати молоду акторку і, тікаючи, випадково залишає в її номері кілька огранованих коштовних каменів. Експертиза знаходить на каменях сліди снодійного, яким був отруєний загиблий покупець автомобіля. Зловмисник крутився біля знімальної групи й на негативі залишилося його зображення, крім того, костюмерка називає майстрів, де він міг пошити свій костюм. Міліція арештовує аспіранта Кажаєва, звинувачуючи його в спробі зґвалтування. Костенко здає його піджак на експертизу, яка виявляє сліди того ж снодійного. Камені ограновані на Пригорській фабриці.
Директор Пригорської фабрики Піменов зустрічається в кафе зі співробітником Держплану Проскуряковим, заявляє йому, що Налбандов, перевозячи партію каменів, попався з фальшивим паспортом. Піменов вимагає, щоб Проскуряков, використовуючи свою вагу, вплинув на розслідування. Розгніваний Проскуряков вмирає від інфаркту просто в кафе. Костенко викликає Піменова на допит, заявляючи, що камені пропали на його фабриці. На прохання Костенка експерт ОБХСС встановлює, що потужності нових верстатів фабрики використовуються далеко не в повну силу, крім того, покійний Проскуряков неодноразово виділяв новітнє обладнання саме Пригорській фабриці.
Полковнику Сухішвілі вдається розговорити інструктора альпіністського табору Морадзе, потерпілого в минулому від дій міліції. Альпіністи знаходять валізу з дорогоцінними каменями та великою сумою грошей, що відповідає сумі, яку викрав злочинець в отруєних ним жертв.
Виявляється, що Піменов, використовуючи додаткові виробничі потужності, організував нелегальне виробництво дорогоцінних каменів. Начальник ВТК фабрики Налбандов, бувши кур'єром з доставлення дорогоцінних каменів у Москву, мало не став жертвою отруйника Кажаєва, але коньяк послабив дію отрути. Кажаєв, тікаючи, залишив камені в номері акторки. Піменов умовив Налбандова для відводу очей скоїти крадіжку на заводі, а сам наказав посилити пильність. Налбандов був важко поранений кулею охоронця, але встиг розповісти оперативникам про Піменова і Кажаєва. Міліція знаходить курінь Піменова, в якому той переховував Налбандова. Завідувачка буфету аеропорту впізнає на фотографії Піменова, який купував курей і горілку для майбутньої трапези з Налбандовим. Піменов ховається. Його спільник, який реалізовував камені в Москві, каже, що у Піменова є дача десь у Підмосков'ї.
Костенко виводить на чисту воду Кажаєва, а полковник Садчиков, повертаючись з передмістя електричкою, випадково зустрічає на залізничній станції Піменова. Піменов зіштовхує Садчикова під поїзд і вирушає літаком до Пермі, але за орієнтуваннями злочинця впізнають і заарештовують після посадки просто на злітній смузі.

## У ролях
- Василь Лановий —  Владислав Миколайович Костенко, полковник карного розшуку
- Георгій Юматов —  Олексій Павлович Садчиков, полковник карного розшуку
- Євген Герасимов —  Валентин Росляков, капітан ОБХСС
- Всеволод Кузнєцов —  Віктор Петрович Піменов, директор Пригорської ювелірно-гранітної фабрики (озвучування — Юрій Саранцев)
- Дмитро Джаіяні —  Віктор Васильович Кажаєв
- Гія Бадрідзе —  Серго Сухішвілі, полковник карного розшуку (озвучування — Володимир Дружников)
- Всеволод Ларіонов —  Юрій Михайлович Проскуряков
- Нодар Бекаурі —  Вахтанг Морадзе, інструктор
- Нодар Мгалоблішвілі —  Іраклій Васильович Налбандов, начальник ВТК ювелірно-гранувальній фабрики
- Іван Рижов —  Іван Косих, кравець
- Ян Янакієв —  Гавриїл Федосійович Попков
- Рита Гладунко —  директор ресторану
- Інна Виходцева —  Ірина Петрівна, слідчий
- Нурбей Камкіа —  доктор
- Олена Астаф'єва —  касирка на станції
- Михайло Чубінідзе —  епізод
- Софія Агумава —  епізод
- Лучіана Бабічкова —  епізод
- Надія Самсонова —  пограбована

## Знімальна група
- Автор сценарію:  Юліан Семенов
- Режисер:  Борис Григор'єв
- Оператор:  Ігор Клебанов
- Художник:  Ольга Кравченя
- Композитор:  Георгій Дмитрієв